# Strukturanpassungsmaßnahme
Strukturanpassungsmaßnahmen sind Maßnahmen im Rahmen des zweiten Arbeitsmarktes zur Erhaltung und Verbesserung der Umwelt u. a., deren Träger durch die Bundesanstalt für Arbeit bis 31. Dezember 2002 gefördert werden konnten (§§ 272 ff. SGB III). Voraussetzung ist, dass 1) die Strukturanpassungsmaßnahme dazu beiträgt, neue Arbeitsplätze zu schaffen, die zum Ausgleich von Arbeitsplatzverlusten notwendig sind, 2) vom Arbeitsamt zugewiesene förderungsbedürftige Arbeitnehmer eingestellt werden.